# ロバート・ワーゲンホッファー
ロバート・ワーゲンホッファー（Robert Wagenhoffer、1960年7月5日 - 1999年12月13日）は、アメリカ合衆国の男性フィギュアスケート選手。ペア時代のパートナーはヴィッキー・ヒーズリー。

## 経歴
- 当初、男子シングル選手として1977年ネーベルホルン杯で優勝するなど活躍したが、ヴィッキー・ヒーズリーと組みペアに転向した。1979年の全米選手権で2位となり、同年の世界選手権では6位となった。
- 1980-1981年シーズンより男子シングルへ再転向。1981年の全米選手権でいきなり3位となり、今度は男子シングル選手として世界選手権に出場し10位。翌1981-1982年シーズン、全米選手権で2位となり世界選手権では6位となった。のちに引退し、プロスケーターとして活動。
- 1999年、カリフォルニア州トーランスでエイズのため死去。39歳没。

## 主な戦績

### 男子シングル
| 大会/年          | 1980-81 | 1981-82 |
| ---------------- | ------- | ------- |
| 世界選手権       | 10      | 6       |
| 全米選手権       | 3       | 2       |
| スケートアメリカ |         | 2       |
| NHK杯            | 2       |         |

### ペア
| 大会/年    | 1978-79 | 1979-80 |
| ---------- | ------- | ------- |
| 世界選手権 | 6       |         |
| 全米選手権 | 2       |         |
| NHK杯      |         | 2       |